# Night Mission Pinball
Night Mission Pinball est un jeu vidéo de flipper développé par Bruce Artwick et publié par SubLogic en 1982 sur Apple II avant d’être porté sur Commodore 64 et IBM PC. Le thème du flipper est une mission de bombardement de plusieurs villes du Pacifique pendant la Seconde Guerre mondiale,. Il propose une dizaine de modes de jeu, dont un mode cosmique qui met le joueur en présence de cinq balles laissant une trainée visible à l’écran. Il donne en plus au joueur la possibilité de créer ses propres modes de jeu en jouant sur différèrent paramètres dont la vitesse de la balle, la manière dont elle rebondit sur les différents éléments du flipper, la sensibilité et l’effet du tilt ou le taux d’accord des bonus,,.